# Nicolaaskerk (Cornjum)
De Nicolaaskerk is een kerkgebouw in Cornjum in de Nederlandse provincie Friesland. Het kerkgebouw is een rijksmonument en is overgenomen door de Stichting Alde Fryske Tsjerken.

## Geschiedenis
De vijfzijdig gesloten zaalkerk werd in 1873 gebouwd naar plannen van architect Foppe Brouwer. De hervormde kerk verving een oudere bouwvallige kerk die gewijd was aan Nicolaas. De kerk in eclectische stijl heeft zijgeveltoppen en een geveltoren van drie geledingen met ingesnoerde naaldspits. In de zes traveeën bevinden zich spitsboogvensters met neogotische gietijzeren traceringen. Het Tiengebodenbord (1602) werd in 1853 vernieuwd. De twee rouwborden dateren uit 1603 en 1608 en de preekstoel uit begin 18e eeuw. De herenbanken werden in de 19e eeuw vervaardigd. Onder de houten vloer bevindt zich een oude vloer met zerken. Het orgel uit 1882 is gebouwd door L. van Dam en Zonen. 

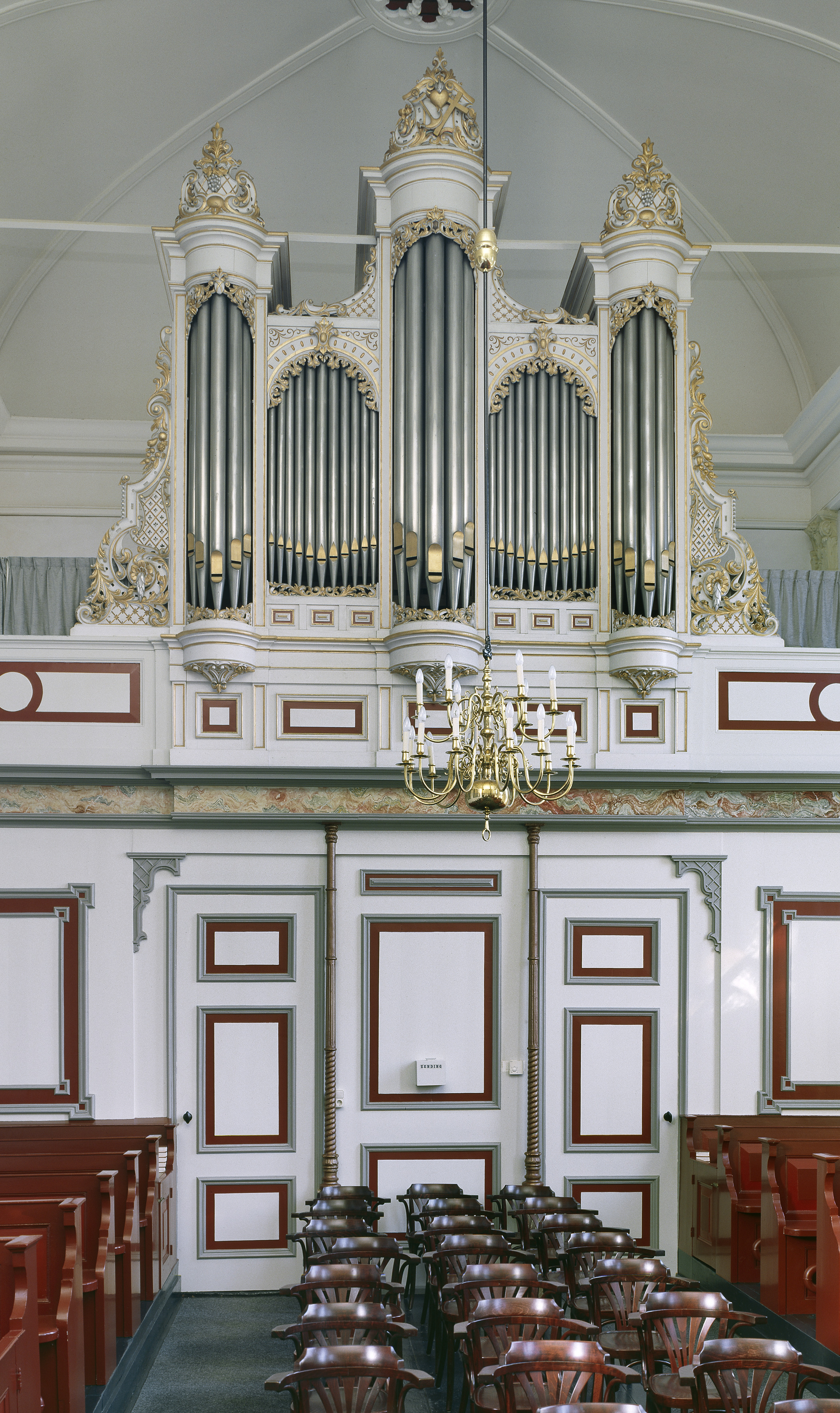
Interieur met orgel (2006)
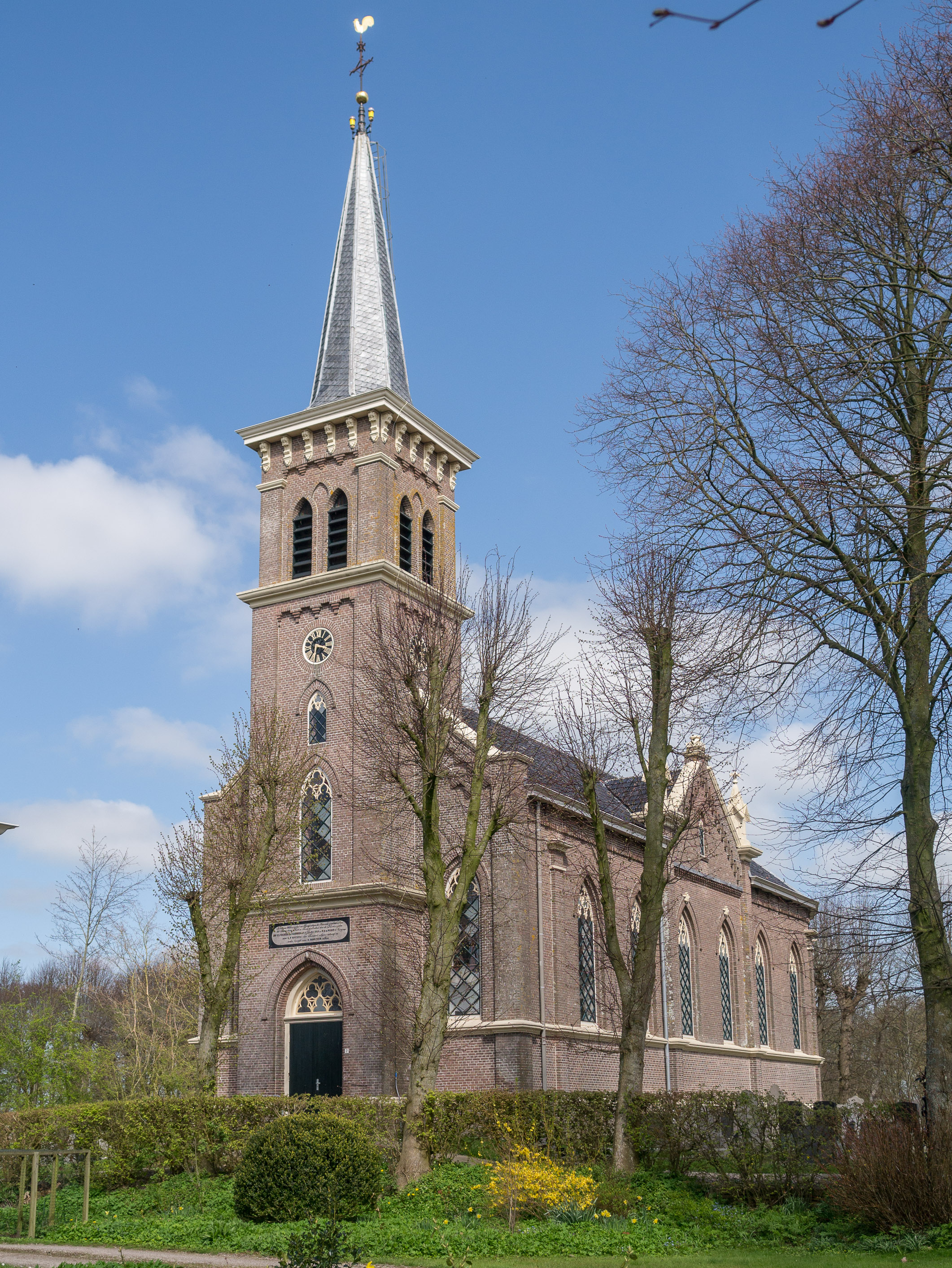
Voorgevel